# Trescientos poemas Tang

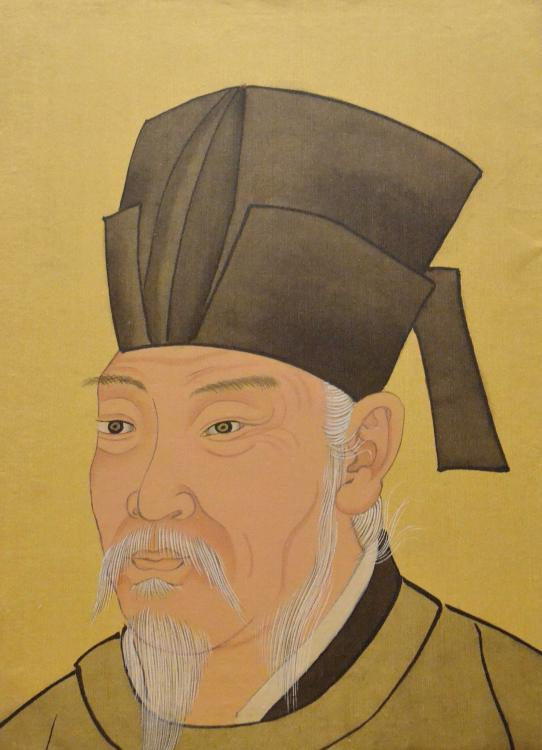
Bai Juyi

Los trescientos poemas Tang (En chino: 唐詩三百首) es una antología de poemas de la dinastía Tang china (618–907).  

## Compilación y ediciones

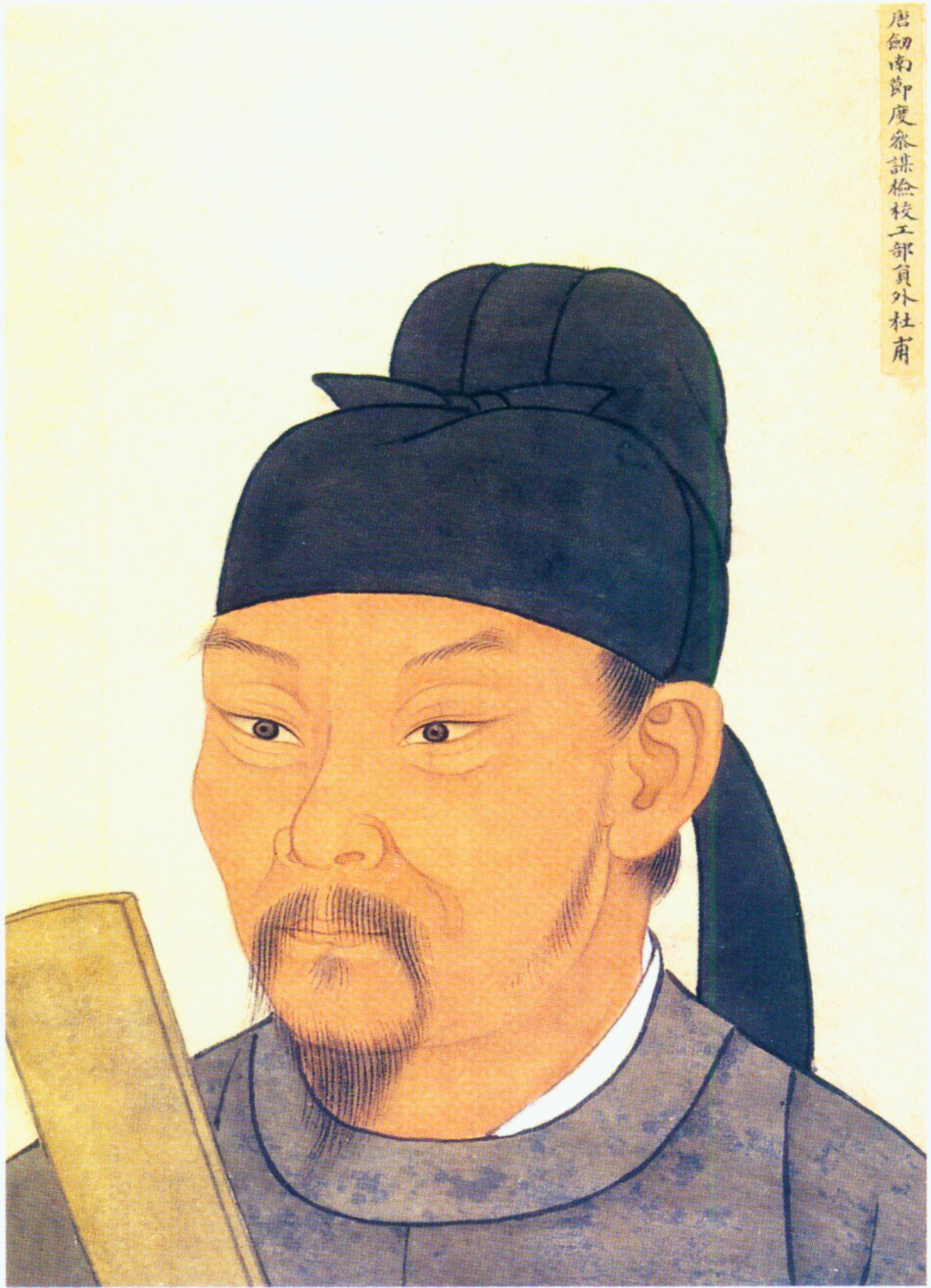
Du Fu

Fue compilado por primera vez alrededor de 1763 por Sun Zhu (1722-1778 ), quien fue un erudito de la dinastía Qing y también fue conocido como Hengtang Tuishi (蘅塘退士, "Maestro jubilado de Hengtang"). También existen varias ediciones posteriores. Todas las ediciones contienen un poco más de 300 poemas en total: en este caso, 300 es una estimación; los diez, veinte o más poemas extra que contienen representan una bonificación. Además, el número 300 (o más exactamente 305) era un número clásico para una colección de poesía debido a la influencia del Clásico de la Poesía (詩經, Shijing), que se conocía generalmente como Los Trescientos Poemas. 

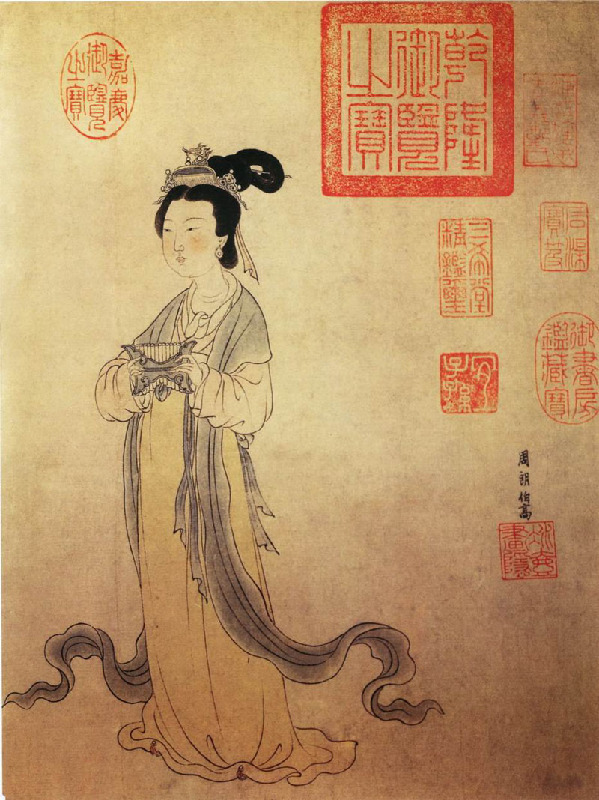
杜秋娘 Du Qiuniang

Insatisfecho con la antología Poemas de mil maestros (千家詩, Qianjiashi ) compilado por Liu Kezhuang a finales de la dinastía Song del sur, e influenciado por las antologías de poesía de la dinastía Ming, Sun seleccionó los poemas en función de su popularidad y valor educativo. La colección ha sido popular desde entonces y se puede encontrar en muchos hogares chinos. Durante siglos, los estudiantes de primaria memorizaron los poemas y los usaron para aprender a leer y escribir. Contiene poemas de Du Fu, Li Bai, Wang Wei, Chen Zi'ang, Meng Haoran, Han Yu, Du Mu, Bai Juyi, Liu Changqing, Cen Shen, Wang Changling, Wei Yingwu y otros más.

## Organización de los poemas

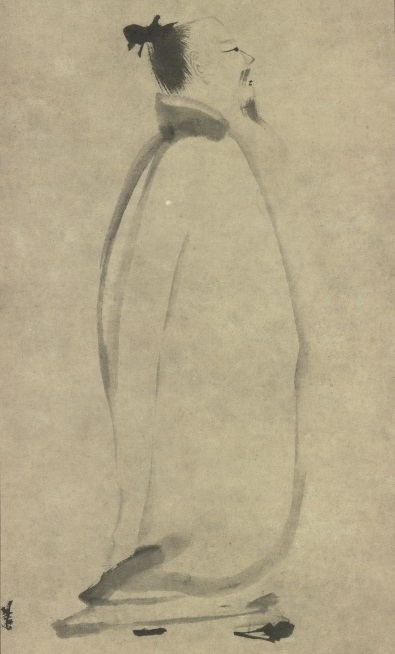
Li Bai

La versión original de la dinastía Qing de los 300 poemas Tang fue organizada por el tipo formal del poema, de los cuales había siete:
- Verso con estilo de canción popular ( yuefu )
- Verso antiguo ( gushi ):
  - Verso antiguo de cinco caracteres
  - Verso antiguo de siete caracteres
- Verso de estilo moderno ( jintishi ):
  - Verso regulado de ocho líneas ( lüshi ):
    - Verso regular de cinco caracteres
    - Verso regular de siete caracteres

  - Cuarteta (jueju):
    - Cuarteta de cinco caracteres
    - Cuarteta de siete caracteres

De 317 poemas en una edición, 90 estaban en forma gushi y 227 estaban en forma lüshi o jueju .

## Poetas

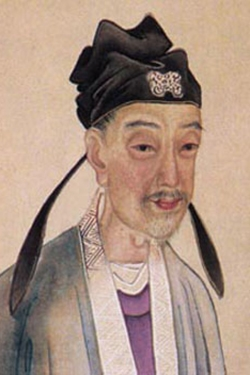
Li Shangyin

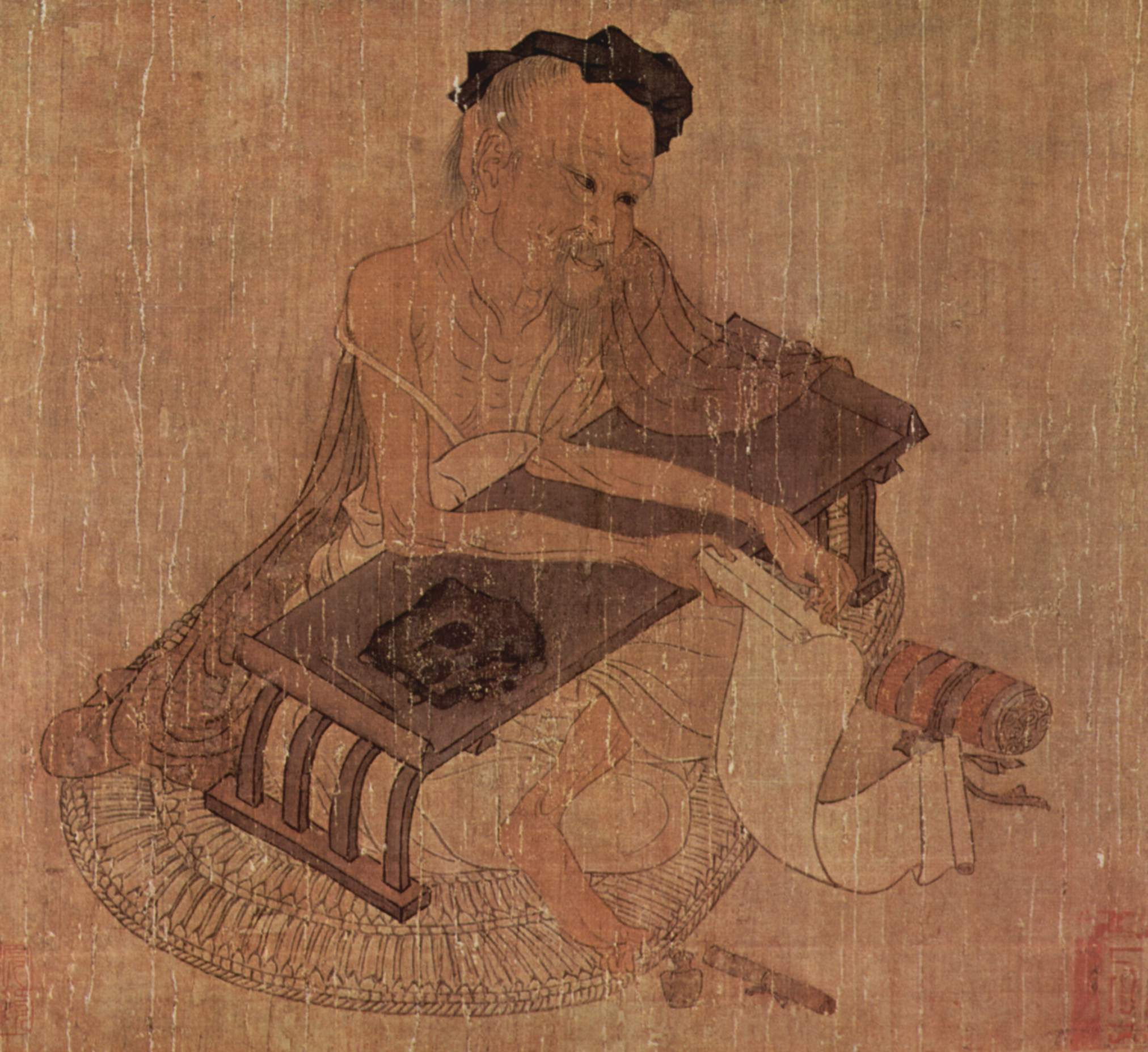
Wang Wei

Los poetas de la antología incluyen una serie de autores que van desde los conocidos y famosos hasta los poetas oscuros o anónimos, e incluso incluyen al menos un emperador. El poeta con más piezas incluidas en esta colección es Du Fu, con treinta y nueve. Li Bai es el segundo con treinta y cuatro. Wang Wei tiene veintinueve poemas incluidos en la antología y Li Shangyin tiene veinticuatro. Meng Haoran tiene quince, Wei Yingwu doce, Liu Changqing once y Du Mu diez. Después de esos, cada uno de los otros poetas incluye un número de piezas de un solo dígito; sin embargo, algunos de estos poetas son bastante importantes, como Liu Zongyuan o Bai Juyi. Algunos poetas importantes, como Li He, no están representados en absoluto.
| Nombre                                   | Tradicional | Simplificada | Pinyin         | Wade-Giles        | Fechas                   | Número de piezas incluidas |
| ---------------------------------------- | ----------- | ------------ | -------------- | ----------------- | ------------------------ | -------------------------- |
| Bai Juyi                                 | 白居易      | 白居易       | Bái Jūyì       | Po Chü-i          | 772–846                  | 6                          |
| Cen Shen                                 | 岑參        | 岑参         | Cén Shēn       | Ts'en Shen        | 715–770                  | 7                          |
| Chang Jian                               | 常建        | 常建         | Cháng Jiàn     | Ch'ang Chien      | 708–765?                 | 2                          |
| Chen Tao                                 | 陳陶        | 陳陶         | Chén Táo       | Ch'en T'ao        | 824–882                  | 1                          |
| Chen Zi'ang                              | 陳子昂      | 陈子昂       | Chén Zĭáng     | Ch‛en Tzŭ-ang     | 661?–702                 | 1                          |
| Cui Hao                                  | 崔顥        | 崔颢         | Cuī Hào        | Ts'ui Hao         | 704?–754                 | 4                          |
| Cui Hu                                   | 崔護        | 崔护         | Cuī Hù         | Ts'ui Hu          | 772-846                  | 1                          |
| Cui Shu                                  | 崔曙        | 崔曙         | Cuī Shǔ        | Ts'ui Shu         | 704–739                  | 1                          |
| Cui Tu                                   | 崔塗        | 崔涂         | Cuī Tú         | Ts'ui T'u         | 854–?                    | 2                          |
| Dai Shulun                               | 戴叔倫      | 戴叔伦       | Dài Shūlún     | Tai Shu-lun       | 732–789                  | 1                          |
| Du Fu                                    | 杜甫        | 杜甫         | Dù Fǔ          | Tu Fu             | 712–770                  | 39                         |
| Du Mu                                    | 杜牧        | 杜牧         | Dù Mù          | Tu Mu             | 803–852                  | 10                         |
| Du Qiuniang (Lady Du Qiu)                | 杜秋娘      | 杜秋娘       | Dù Qiūniáng    | Tu Ch'iu-niang    | ?–825?                   | 1                          |
| Du Shenyan                               | 杜審言      | 杜审言       | Dù Shěnyán     | Tu Shen-yen       | 646–708?                 | 1                          |
| Du Xunhe                                 | 杜荀鶴      | 杜荀鹤       | Dù Xúnhè       | Tu Hsün-hê        | 846–904                  | 1                          |
| Gao Pian                                 | 高駢        | 高骈         | Gāo Pián       | Kao Pian          | 821-887                  | 1                          |
| Gao Shi                                  | 高適        | 高适         | Gāo Shì        | Kao Shi           | 716?–765                 | 2                          |
| Gu Kuang                                 | 顧況        | 顾况         | Gù Kuàng       | Ku K'uang         | 725—814                  | 1                          |
| Han Hong                                 | 韓翃        | 韩翃         | Hán Hóng       | Han Hung          | 754?-784?                | 3                          |
| Han Wo                                   | 韓偓        | 韩偓         | Hán Wò         | Han Wo            | 844–923                  | 1                          |
| Han Yu                                   | 韓愈        | 韩愈         | Hán Yù         | Han Yü            | 768–824                  | 4                          |
| He Zhizhang                              | 賀知章      | 贺知章       | Hè Zhīzhāng    | He Chih-chang     | 659?–744                 | 1                          |
| Huangfu Ran                              | 皇甫冉      | 皇甫冉       | Huángfǔ Rǎn    | Huang-fu Jan      | 716–769                  | 1                          |
| Jia Dao                                  | 賈島        | 贾岛         | Jiǎ Dǎo        | Chia Tao          | 779–843                  | 1                          |
| Jiaoran                                  | 皎然        | 皎然         | Jiǎorán        | Chiao-jan         | 730–799                  | 1                          |
| Jin Changxu                              | 金昌緒      | 金昌绪       | Jīn Chāngxù    | Chin Ch'ang-hsü   | ?                        | 1                          |
| Li Bai (Li Po)                           | 李白        | 李白         | Lǐ Bái (Lǐ Bó) | Li Pai (Li Po)    | 701–762                  | 34                         |
| Li Duan                                  | 李端        | 李端         | Lǐ Duān        | Li Tuan           | 743–782                  | 1                          |
| Li He                                    | 李賀        | 李贺         | Lǐ Hè          | Li He             | 790-816                  | 2                          |
| Li Pin                                   | 李頻        | 李频         | Lǐ Pín         | Li P'in           | 818–876                  | 1                          |
| Li Qi                                    | 李頎        | 李颀         | Lǐ Qí          | Li Ch'i           | 690–751                  | 7                          |
| Li Shangyin                              | 李商隱      | 李商隐       | Lǐ Shāngyǐn    | Li Shang-yin      | 813?–858?                | 24                         |
| Li Shen                                  | 李紳        | 李绅         | Lǐ Shēn        | Li Shen           | 772-846                  | 1                          |
| Li Ye (Li Jilan)                         | 李冶        | 李冶         | Lǐ Yě          | Li Yeh            | ?–784                    | 18                         |
| Li Yi                                    | 李益        | 李益         | Lǐ Yì          | Li I              | 748?–827?                | 3                          |
| Liu Changqing                            | 劉長卿      | 刘长卿       | Liú Chángqīng  | Liu Chang-ch'ing  | 710?–789?                | 11                         |
| Liu Fangping                             | 劉方平      | 刘方平       | Liú Fāngping   | Liu Fang-p'ing    | mid 8th century          | 2                          |
| Liu Jixu                                 | 劉脊虛      | 刘脊虚       | Liú Jǐxū       | Liu Chi-hsü       | ?                        | 1                          |
| Liu Yuxi                                 | 劉禹錫      | 刘禹锡       | Liú Yǔxī       | Liu Yü-hsi        | 772–842                  | 4                          |
| Liu Zhongyong                            | 柳中庸      | 柳中庸       | Liǔ Zhōngyōng  | Liu Chung-yung    | ?–775?                   | 1                          |
| Liu Zongyuan                             | 柳宗元      | 柳宗元       | Liǔ Zōngyuán   | Liu Tsung-yüan    | 773–819                  | 5                          |
| Lu Lun                                   | 盧綸        | 卢纶         | Lú Lún         | Lu Lun            | 739–799                  | 6                          |
| Luo Binwang                              | 駱賓王      | 骆宾王       | Luò Bīnwáng    | Lo Pin-wang       | 640?–684?                | 1                          |
| Ma Dai                                   | 馬戴        | 马戴         | Mǎ Dài         | Ma Tai            | 799–869                  | 2                          |
| Meng Haoran                              | 孟浩然      | 孟浩然       | Mèng Hàorán    | Meng Hao-jan      | 689?–740                 | 15                         |
| Meng Jiao                                | 孟郊        | 孟郊         | Mèng Jiāo      | Meng Chiao        | 751–814                  | 2                          |
| Nie Yizhong                              | 聶夷中      | 聂夷中       | Niè Yízhōng    | Nie YiChong       | 837-884                  | 1                          |
| Pei Di                                   | 裴迪        | 裴迪         | Péi Dí         | Pei Ti            | 716?–?                   | 1                          |
| Qian Qi                                  | 錢起        | 钱起         | Qián Qǐ        | Ch'ien Ch'i       | 722?–780?                | 3                          |
| Qin Taoyu                                | 秦韜玉      | 秦韬玉       | Qín Tāoyù      | Ch'in T'ao-yü     | late 9th century         | 1                          |
| Qiu Wei                                  | 邱為        | 邱为         | Qiū Wéi        | Ch'iu Wei         | 694–789?                 | 1                          |
| Qiwu Qian                                | 綦毋潛      | 綦毋潜       | Qíwú Qián      | Ch'i-wu Ch'ien    | 692?–755?                | 1                          |
| Quan Deyu                                | 權德輿      | 权德舆       | Quán Déyú      | Ch'uan Tê-yu      | 759–818                  | 1                          |
| Rong Yu                                  | 戎昱        | 戎昱         | Róng Yù        | Jong Yu           | 740-800                  | 2                          |
| Shen Quanqi                              | 沈佺期      | 沈佺期       | Shěn Quánqī    | Shên Ch'üan-ch'i  | 650?–713?                | 2                          |
| Shi Jianwu                               | 施肩吾      | 施肩吾       | Shī Jiānwú     | Shi Chuan'wu      | 780-861                  | 1                          |
| Sikong Shu                               | 司空曙      | 司空曙       | Sī KōngShǔ     | Ssû-k'ung Shu     | 720?–790?                | 3                          |
| Song Zhiwen                              | 宋之問      | 宋之问       | Sòng Zhīwèn    | Sung Chih-wên     | 656?–712?                | 1                          |
| Tang Xuanzong (Emperor Xuanzong of Tang) | 唐玄宗      | 唐玄宗       | Táng Xuánzōng  | T'ang Hsüan-tsung | 685–762                  | 1                          |
| Wang Bo                                  | 王勃        | 王勃         | Wáng Bó        | Wang Po           | 649?–676                 | 1                          |
| Wang Changling                           | 王昌齡      | 王昌龄       | Wáng Chānglíng | Wang Ch'ang-ling  | 698–756                  | 8                          |
| Wang Han                                 | 王翰        | 王翰         | Wáng Hàn       | Wang Han          | 687-726                  | 1                          |
| Wang Jian                                | 王建        | 王建         | Wáng Jiàn      | Wang Chien        | ?–830?                   | 1                          |
| Wang Wan                                 | 王灣        | 王灣         | Wáng Wān       | Wang Wan          | 693–751                  | 1                          |
| Wang Wei                                 | 王維        | 王维         | Wáng Wéi       | Wang Wei          | 699–759                  | 29                         |
| Wang Zhihuan                             | 王之渙      | 王之涣       | Wáng Zhīhuàn   | Wang Tsu-huan     | 688–742                  | 2                          |
| Wei Yingwu (Wei Yinwu)                   | 韋應物      | 韦应物       | Wéi Yìngwù     | Wei Ying-wu       | 737–792                  | 12                         |
| Wei Zhuang                               | 韋莊        | 韦庄         | Wéi Zhuāng     | Wei Chuang        | 836–910                  | 2                          |
| Wen Tingyun                              | 溫庭筠      | 温庭筠       | Wēn Tīngyūn    | Wen T'ing-yun     | 812–870                  | 4                          |
| Wu Mingshi (Anonymous)                   | 無名氏      | 无名氏       | Wúmíngshì      | Wu-ming-shih      | ?                        | 1                          |
| Xibi Ren (Anonymous)                     | 西鄙人      | 西鄙人       | Xībǐ Rén       | Hsi-pi Jen        | ?                        | 1                          |
| Xu Hun                                   | 許渾        | 许浑         | Xǔ Hún         | Hsü Hun           | 791–858                  | 2                          |
| Xue Feng                                 | 薛逢        | 薛逢         | Xuē Féng       | Hsueh Feng        | mid 9th century          | 1                          |
| Yuan Jie                                 | 元結        | 元结         | Yuán Jiē       | Yüan Chieh        | 723–772                  | 2                          |
| Yuan Zhen                                | 元稹        | 元稹         | Yuán Zhěn      | Yüan Chen         | 779–831                  | 4                          |
| Zhang Hu                                 | 張祜        | 张祜         | Zhāng Hù       | Chang Hu          | 785–849?[cita requerida] | 5                          |
| Zhang Ji from Hubei                      | 張繼        | 张继         | Zhāng Jì       | Chang Chi         | 715?–779?                | 1                          |
| Zhang Ji from Jiangnan                   | 張籍        | 张籍         | Zhāng Jí       | Chang Chi         | 766–830?                 | 1                          |
| Zhang Jiuling                            | 張九齡      | 张九龄       | Zhāng Jiǔlíng  | Chang Chiu-ling   | 678?–740                 | 5                          |
| Zhang Mi (Zhang Bi)                      | 張泌        | 张泌         | Zhāng Mì       | Chang Mi          | late 9th century         | 1                          |
| Zhang Qiao                               | 張喬        | 张喬         | Zhāng Qiáo     | Chang Ch'iao      | ?                        | 1                          |
| Zhang Xu                                 | 張旭        | 张旭         | Zhāng Xù       | Chang Hsü         | 658?–747?                | 1                          |
| Zhang Zhihe                              | 張志和      | 张志和       | Zhāng Zhìhé    | Chang Chi'he      | 732-774                  | 1                          |
| Zheng Tian                               | 鄭畋        | 郑畋         | Zhèng Tián     | Cheng T'ien       | 824?–882?                | 1                          |
| Zhu Qingyu                               | 朱慶餘      | 朱慶余       | Zhū Qìngyú     | Chu Ch'ing-yü     | early 9th century        | 2                          |
| Zu Yong                                  | 祖詠        | 祖咏         | Zǔ Yǒng        | Tsu Yung          | 699–746?                 | 2                          |